# Mycosphaerella rubefaciens
Mycosphaerella rubefaciens är en svampart som tillhör divisionen sporsäcksvampar, och som beskrevs av Birgitta Eriksson. Mycosphaerella rubefaciens ingår i släktet Mycosphaerella, och familjen Mycosphaerellaceae. Arten är reproducerande i Sverige.